# KBS 창원스페셜
KBS 창원스페셜은 매주 일요일 오후 9시 40분에 창원 KBS 1TV로 방송되는 텔레비전 프로그램이다.

## 방송 시간
| 방송 채널   | 방송 기간                           | 방송 시간                               |
| ----------- | ----------------------------------- | --------------------------------------- |
| KBS창원 1TV | 2010년 2월 10일 ~ 2013년 10월 14일  | 매주 월요일 오후 2:10 ~ 4:00 (110분)    |
| KBS창원 1TV | 2019년 9월 16일 ~ 2020년 3월 16일   | 매주 월요일 오후 2:10 ~ 4:00 (110분)    |
| KBS창원 1TV | 2022년 5월 16일 ~ 2025년 5월 5일    | 매주 월요일 오후 2:10 ~ 4:00 (110분)    |
| KBS창원 1TV | 2025년 5월 11일 ~ 방송에정          | 매주 일요일 밤 9 : 40 ~ 10 : 50 (100분) |
| KBS창원 1TV | 2013년 10월 21일 ~ 2014년 12월 29일 | 매주 월요일 오후 1:00 ~ 3:00 (120분)    |
| KBS창원 1TV | 2015년 1월 5일 ~ 2015년 3월 30일    | 매주 월요일 오후 2:00 ~ 4:00 (120분)    |
| KBS창원 1TV | 2015년 4월 27일 ~ 2017년 1월 2일    | 매주 월요일 오후 2:00 ~ 3:55 (115분)    |
| KBS창원 1TV | 2017년 1월 16일 ~ 2017년 5월 22일   | 매주 월요일 오후 1:55 ~ 3:55 (120분)    |
| KBS창원 1TV | 2017년 6월 5일 ~ 2019년 9월 9일     | 매주 월요일 오후 1:50 ~ 4:00 (130분)    |
| KBS창원 1TV | 2020년 3월 23일 ~ 2022년 4월 18일   | 매주 월요일 오후 2:30 ~ 4:00 (90분)     |